# 洛濟奇內
50°8′39″N 27°7′23″E / 50.14417°N 27.12306°E
洛濟奇内（羅馬化：Lozychne）是烏克蘭的村落，位於該國西部赫梅利尼茨基州，由舍佩蒂夫卡區負責管轄，處於科塞茨卡河畔，面積0.97平方公里，海拔高度278米，2007年人口735。